# Krzeszyce
Krzeszyce (in tedesco Kriescht) è un comune rurale polacco del distretto di Sulęcin, nel voivodato di Lubusz.
Ricopre una superficie di 194,22 km² e nel 2004 contava 4 501 abitanti.